# Miguel Casares
Miguel Casares (* 1966 in Madrid) ist ein spanischer Tierarzt. Er war von Februar 2018 bis Juni 2021 Direktor des Zoos Frankfurt.

## Leben
Nach dem Studium der Veterinärmedizin und der Promotion an der Universität Zürich war Casares an einer Vielzahl von zoologischen Gärten und bei weiteren Einrichtungen tätig. Ein Schwerpunkt seiner Arbeit lag in der Schweiz und in Spanien, wo er den Biopark in Valencia als zoologischer Direktor mit aufbaute. Auch an der Entwicklung der Zoos in Benidorm und im marokkanischen Casablanca war er beteiligt. Dort werden die Konzepte der Gemeinschaftshaltung und der Vergesellschaftung mehrerer Tierarten verfolgt.
Im Zoo Frankfurt war Casares seit September 2016 als stellvertretender Direktor tätig und leitete die wissenschaftliche Abteilung des Tierparks, die auch die Kuratoren und Veterinärstation des Zoos umfasst. Er ist seit 1. Februar 2018 Nachfolger von Manfred Niekisch, der zum Jahresende 2017 als Direktor aus dem Amt geschieden war. Als wichtigste Aufgabe eines Zoos nannte er in einem Gespräch mit der Frankfurter Rundschau im Sommer 2017 die Bildung als eine der „vier klassischen Zoo-Säulen“, neben Forschung, Naturschutz und Erholung: „Die Leute sollen hier erfahren, dass Tiere bedroht sind und was sie selbst tun können – durchaus auf emotionale Art.“ Im April 2021 entschied sich Casares zu seiner Familie nach Spanien zurückzukehren und den Frankfurter Zoo zu verlassen. Künftig wird er für den Bioparc in Valencia tätig sein, für den er sich bereits 2008 engagierte.

## Schriften (Auswahl)
- Miguel Casares: Untersuchungen zum Fortpflanzungsgeschehen bei Riesenschildkröten (Geochelone elephantopus und G. gigantea) und Landschildkröten (Testudo graeca und T. hermanni) anhand von Ultraschalldiagnostik und Steroidanalysen im Kot. In: Der zoologische Garten. n.F., 65, Nr. 1. Universität, Diss. med. vet., Zürich 1995, S. 50–76.